# Ключ 60
Ключ 60 (трад. и упр. 彳) — ключ Канси со значением «шаг»; один из 31, состоящих из трёх штрихов.
В словаре Канси есть 215 символов (из 49 030), которые можно найти c этим радикалом.

## История
Древняя идеограмма, от которой произошел иероглиф, изображала часть пересечения дорог.
В современном языке самостоятельно иероглиф употребляется в значении «шагнуть левой ногой».
Иероглиф является сильным ключевым знаком.

Вид в Цзиньвэнь
Вид в большой печати Чжуаньшу
Вид в малой печати Чжуаньшу

В словарях находится под номером 60.

## Значение
1. Шаг
2. Дороги
3. Прогулки

## Варианты прочтения
- кит. 彳, пиньинь chì, чи.
- яп. てき, teki, тэки.
- кор. 걸을 georel, корэль?, 척 cheok, чхок?.

## Примеры иероглифов
| Доп. штрихи | Иероглифы                                    |
| ----------- | -------------------------------------------- |
| 0           | 彳                                           |
| 1           | 𢒼                                           |
| 2           | 㣔                                           |
| 3           | 彴彵㣕𢓁                                     |
| 4           | 彺彻彶彷彸役鿈鿉㣖㣗𢓉𢓌                     |
| 5           | 彼彽彾彿往征徂徃㣘㣙𢓚                       |
| 6           | 徊律後徍待徆徇很徉徔㣚㣛㣜㣝㣞㣟㣠㣡         |
| 7           | 徎徏徐徑徒従㣢㣣𢓭𢓳                         |
| 8           | 徛徜徝從徟徖得徘徙徠御徢徣徤㣤㣥㣦㣧㣨㣩𢔛𢔓 |
| 9           | 徚徥徦徧徨復循徫㣪㣫㣬㣭㣮𢔰                 |
| 10          | 徬徭微徯徰㣯                                 |
| 11          | 徱徳徴㣰㣱㣲𢕔                               |
| 12          | 徲徵徶德徸徹徺㣳㣴𢕸                         |
| 13          | 徻徼㣵㣶𢖀                                   |
| 14          | 徽徾㣷𢖍                                     |
| 15          | 𢖕𢖖                                         |
| 16          | 徿㣸                                         |
| 17          | 忀忁㣹                                       |
| 18          | 忂                                           |

- Примечание: Ваш браузер может отображать иероглифы неправильно.